# Grande Prêmio de Mônaco de 2007
Resultados do Grande Prêmio de Mônaco de Fórmula 1 realizado em Montecarlo em 27 de maio de 2007. Quinta etapa do campeonato, foi vencido pelo espanhol Fernando Alonso, que subiu ao pódio junto a Lewis Hamilton numa dobradinha da McLaren-Mercedes, com Felipe Massa em terceiro pela Ferrari.

## Classificação da prova

### Treinos classificatórios
| Pos.   | Nº | Piloto               | Equipe             | Q1        | Q2        | Q3       | Grid | Notas      |
| ------ | -- | -------------------- | ------------------ | --------- | --------- | -------- | ---- | ---------- |
| 1      | 1  | Fernando Alonso      | McLaren-Mercedes   | 1:16.059  | 1:15.431  | 1:15.726 | 1    |            |
| 2      | 2  | Lewis Hamilton       | McLaren-Mercedes   | 1:15.685  | 1:15.479  | 1:15.905 | 2    |            |
| 3      | 5  | Felipe Massa         | Ferrari            | 1:16.786  | 1:16.034  | 1:15.967 | 3    |            |
| 4      | 3  | Giancarlo Fisichella | Renault            | 1:17.596  | 1:16.054  | 1:16.285 | 4    |            |
| 5      | 16 | Nico Rosberg         | Williams-Toyota    | 1:16.870  | 1:16.100  | 1:16.439 | 5    |            |
| 6      | 15 | Mark Webber          | Red Bull-Renault   | 1:17.816  | 1:16.420  | 1:16.784 | 6    |            |
| 7      | 9  | Nick Heidfeld        | BMW Sauber         | 1:17.385  | 1:15.733  | 1:16.832 | 7    |            |
| 8      | 10 | Robert Kubica        | BMW Sauber         | 1:17.584  | 1:15.576  | 1:16.955 | 8    |            |
| 9      | 8  | Rubens Barrichello   | Honda              | 1:17.244  | 1:16.454  | 1:17.498 | 9    |            |
| 10     | 7  | Jenson Button        | Honda              | 1:17.297  | 1:16.457  | 1:17.939 | 10   | [ nota 2 ] |
| 11     | 14 | David Coulthard      | Red Bull-Renault   | 1:17.204  | 1:16.319  |          | 13   | [ nota 2 ] |
| 12     | 17 | Alexander Wurz       | Williams-Toyota    | 1:17.874  | 1:16.662  |          | 11   |            |
| 13     | 18 | Vitantonio Liuzzi    | Toro Rosso-Ferrari | 1:16.720  | 1:16.703  |          | 12   |            |
| 14     | 12 | Jarno Trulli         | Toyota             | 1:17.686  | 1:16.988  |          | 14   |            |
| 15     | 4  | Heikki Kovalainen    | Renault            | 1:17.836  | 1:17.125  |          | 15   |            |
| 16     | 6  | Kimi Räikkönen       | Ferrari            | 1:16.251  | sem tempo |          | 16   |            |
| 17     | 23 | Anthony Davidson     | Super Aguri-Honda  | 1:18.250  |           |          | 17   |            |
| 18     | 19 | Scott Speed          | Toro Rosso-Ferrari | 1:18.390  |           |          | 18   |            |
| 19     | 20 | Adrian Sutil         | Spyker-Ferrari     | 1:18.418  |           |          | 19   |            |
| 20     | 11 | Ralf Schumacher      | Toyota             | 1:18.539  |           |          | 20   |            |
| 21     | 22 | Takuma Sato          | Super Aguri-Honda  | 1:18.554  |           |          | 21   |            |
| 22     | 21 | Christijan Albers    | Spyker-Ferrari     | sem tempo |           |          | 22   |            |
| Fonte: |    |                      |                    |           |           |          |      |            |

### Corrida
| Pos.   | Nº | Piloto               | Construtor         | Voltas | Tempo/Diferença     | Grid | Pontos     |
| ------ | -- | -------------------- | ------------------ | ------ | ------------------- | ---- | ---------- |
| 1      | 1  | Fernando Alonso      | McLaren-Mercedes   | 78     | 1:40:29.329         | 1    | 10         |
| 2      | 2  | Lewis Hamilton       | McLaren-Mercedes   | 78     | + 4.095             | 2    | 8          |
| 3      | 5  | Felipe Massa         | Ferrari            | 78     | + 1:09.114          | 3    | 6          |
| 4      | 3  | Giancarlo Fisichella | Renault            | 77     | + 1 volta           | 4    | 5          |
| 5      | 10 | Robert Kubica        | BMW Sauber         | 77     | + 1 volta           | 8    | 4          |
| 6      | 9  | Nick Heidfeld        | BMW Sauber         | 77     | + 1 volta           | 7    | 3          |
| 7      | 17 | Alexander Wurz       | Williams-Toyota    | 77     | + 1 volta           | 11   | 2          |
| 8      | 6  | Kimi Räikkönen       | Ferrari            | 77     | + 1 volta           | 16   | 1          |
| 9      | 19 | Scott Speed          | Toro Rosso-Ferrari | 77     | + 1 volta           | 18   |            |
| 10     | 8  | Rubens Barrichello   | Honda              | 77     | + 1 volta           | 9    |            |
| 11     | 7  | Jenson Button        | Honda              | 77     | + 1 volta           | 10   |            |
| 12     | 16 | Nico Rosberg         | Williams-Toyota    | 77     | + 1 volta           | 5    |            |
| 13     | 4  | Heikki Kovalainen    | Renault            | 76     | Motor               | 15   | [ nota 3 ] |
| 14     | 14 | David Coulthard      | Red Bull-Renault   | 76     | + 2 voltas          | 13   |            |
| 15     | 12 | Jarno Trulli         | Toyota             | 76     | + 2 voltas          | 14   |            |
| 16     | 11 | Ralf Schumacher      | Toyota             | 76     | + 2 voltas          | 20   |            |
| 17     | 22 | Takuma Sato          | Super Aguri-Honda  | 76     | + 2 voltas          | 21   |            |
| 18     | 23 | Anthony Davidson     | Super Aguri-Honda  | 76     | + 2 voltas          | 17   |            |
| 19     | 21 | Christijan Albers    | Spyker-Ferrari     | 70     | Eixo de transmissão | 22   | [ nota 3 ] |
| Ret    | 20 | Adrian Sutil         | Spyker-Ferrari     | 53     | Acidente            | 19   |            |
| Ret    | 15 | Mark Webber          | Red Bull-Renault   | 17     | Câmbio              | 6    |            |
| Ret    | 18 | Vitantonio Liuzzi    | Toro Rosso-Ferrari | 2      | Acidente            | 12   |            |
| Fonte: |    |                      |                    |        |                     |      |            |

## Tabela do campeonato após a corrida
| Pos.   | Piloto          | Pontos |
| ------ | --------------- | ------ |
| 1      | Fernando Alonso | 38     |
| 2      | Lewis Hamilton  | 38     |
| 3      | Felipe Massa    | 33     |
| 4      | Kimi Räikkönen  | 23     |
| 5      | Nick Heidfeld   | 18     |
| Fonte: |                 |        |

| Pos.   | Construtor       | Pontos |
| ------ | ---------------- | ------ |
| 1      | McLaren–Mercedes | 76     |
| 2      | Ferrari          | 56     |
| 3      | BMW Sauber       | 30     |
| 4      | Renault          | 16     |
| 5      | Williams-Toyota  | 7      |
| Fonte: |                  |        |

- Nota: Somente as primeiras cinco posições estão listadas.